# Åse Kleveland
Åse Maria Kleveland, née le 18 mars 1949 à Stockholm, est une chanteuse et femme politique norvégienne d'origine suédoise.

## Biographie
Elle a commencé sa vie professionnelle par une carrière de chanteuse populaire en étant la pionnière de la tendance vispop avec son groupe Ballade!. Elle représenta par ailleurs la Norvège au Concours Eurovision de la chanson 1966 en se classant troisième. Elle a été la présentatrice du Concours Eurovision de la chanson 1986 à Bergen.
Par la suite, elle est ministre de la Culture (en) de la Norvège entre 1990 à 1996, représentant le Parti travailliste dans le gouvernement de Gro Harlem Brundtland. Elle a également été présidente de l'Institut suédois du film de 2000 à 2006. 
En juin 2007, elle devient présidente du conseil de Human-Etisk Forbund, une organisation humaniste norvégienne.